# Kisdengeleg
Kisdengeleg (Dindeștiu Mic), település Romániában, a Partiumban, Szatmár megyében.

## Fekvése
Mezőpetritől délre fekvő település.

## Története
Kisdengeleg helyén az Árpád-korban Besenyő nevű település feküdt, mely a 17. században már csak mint puszta szerepelt az oklevelekben.
Nevét 1169-ben említette először oklevél Bessenyewtho néven.
1326-ban Besseneu, 1369-ben p. Besenew, 1469-ben sylva Besenyew néven írták.
Besenyőtót 1077-1096 között még I. László király adományozta a Szentjobbi apátságnak. Neve III. István király 1169-es összeírásában szerepelt.
1326-ban Piskolt, Orland és Reszege elhatárolásakor említik Besenyő birtokot is.
1411-ben az apátság birtokai közé tartozott.
1469-ben neve a Dengeleg határai között fekvő erdő viselte nevét, ekkorra már Érdengeleg határába olvadt.
1864-ben  Kis- és Nagybesenyő. Mai Kisdengeleg nevét 1913-ban említették először.
A lakosság a helyet csak Csárda néven emlegeti, mivel a pusztává vált falu helyén csak egy csárda maradt meg.
1950-ig a település Érendréd község része volt.
Egyike azon kevés romániai településnek, amely a 20. század folyamán is megmaradt német többségűnek. 2002-ben 268 lakosából 101 német, 91 magyar és 75 román volt.

## Nevezetességek
- Római katolikus temploma 1938-1943 között épült, Szent Vendel tiszteletére szentelték fel. Főoltárképét Orlay Petrich Soma festette 1866-ban .